# The Rose Bush of Memories

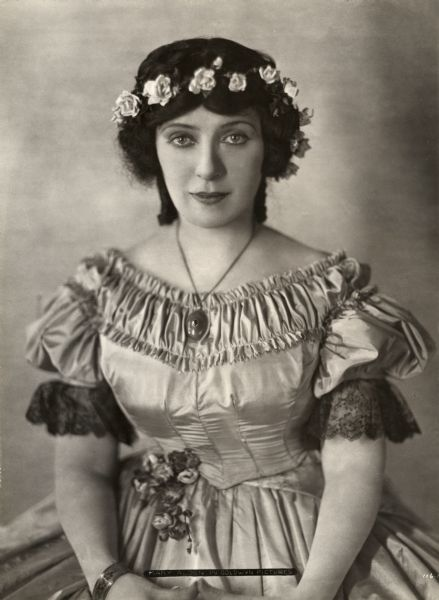
O filme estrelou Mary Alden

The Rose Bush of Memories é um filme curto de drama mudo norte-americano de 1914. Foi estrelado por Earle Foxe, Mary Alden, Francelia Billington e George Siegmann.